# دوري الدرجة الثانية الليبي
دوري الدرجة الثانية الليبي لكرة القدم ( دوري الدرجة الثالثة الليبي سابقا ) هي مسابقة رياضية بكرة القدم في ليبيا وتعد البطولة الثانية بالبلاد بعد الدوري الليبي الممتاز ( دوري الدرجة الأولى الليبي سابقا ) يشرف عليه و ينظمه الإتحاد الليبي لكرة القدم
نظام الدوري مجموعات حسب المكان الجغرافي و على حسب الاتحادات الفرعية
- مجموعة تضم أندية الجنوب الغربي
- مجموعة تضم أندية غرب طرابلس
- مجموعة تضم أندية خليج سرت
- مجموعة تضم أندية الجبل الأخضر
- مجموعة تضم أندية طرابلس
- مجموعة تضم أندية بنغازي

يتأهل متصدرو المجموعات للتصفيات النهائية المؤهلة للصعود ليلعبوا فيما بينهم بنظام دوري من مرحلة واحدة

## سجل الأبطال
| الترتيب | اسم النادي             | عدد مرات التتويج | الموسم الرياضي |
| ------- | ---------------------- | ---------------- | -------------- |
| 1       | النادي الأهلي (بنغازي) | 1                | 2004/2005      |
| 2       | نادي النصر (ليبيا)     | 1                | 2005/2006      |
| 3       | نادي الوحدة (ليبيا)    | 1                | 2006/2007      |
| 4       | نادي الهلال (ليبيا)    | 1                | 2007/2008      |
| 5       | نادي النجمة (ليبيا)    | 1                | 2008/2009      |
| 6       | نادي دارنس             | 1                | 2009/2010      |